# Xylothrips geoffroyi
Xylothrips geoffroyi is een keversoort uit de familie boorkevers (Bostrichidae). De wetenschappelijke naam van de soort is voor het eerst geldig gepubliceerd in 1861 door Montrouzier.